# Neuroestimulació
La neuroestimulació és la modulació intencionada de l'activitat del sistema nerviós mitjançant mètodes invasius (per exemple,microelectrodes) o no invasius (p. Ex., Estimulació magnètica transcranial o estimulació elèctrica transcranial, TES, com tDCS oestimulació de transcranial alterna, tACS). La neuroestimulació sol referir-se als enfocaments electromagnètics de la neuromodulació. Els elèctrodes s'utilitzen com una interfície que estimula el teixit per restaurar la sensació, com ara un implant coclear en el cas del sistema auditiu, o per a controlar òrgans individuals, per exemple, el cor amb un marcapassos cardíac.

## Característiques
La tecnologia de neuroestimulació pot millorar la qualitat de vida d'aquells que estan severament paralitzats o que pateixen profundes pèrdues en diversos òrgans sensorials, així com per a la reducció permanent del dolor crònic sever (com ara dolor neuropàtic i lesió de la medul·la espinal) i que, d'altra manera, requeriria una, una dosi elevada i constant (24h al dia), de teràpia opioide. Constitueix un component clau de les pròtesis neurals per als audiòfons, la visió artificial, les extremitats artificials i les interfícies cervell-màquina. En el cas de l'estimulació neuronal, s'utilitzen principalment l'estimulació elèctrica mitjançant corrents constants bifàsics o elèctrodes d'acoblament capacitiu. D'altra banda, l'estimulació magnètica transcranial i l'estimulació elèctrica transcranial s'han proposat com a mètodes no invasius en els quals un camp magnètic o uns corrents elèctrics aplicats transaccionalment produeixen una neuroestimulació a través del crani.

## Història

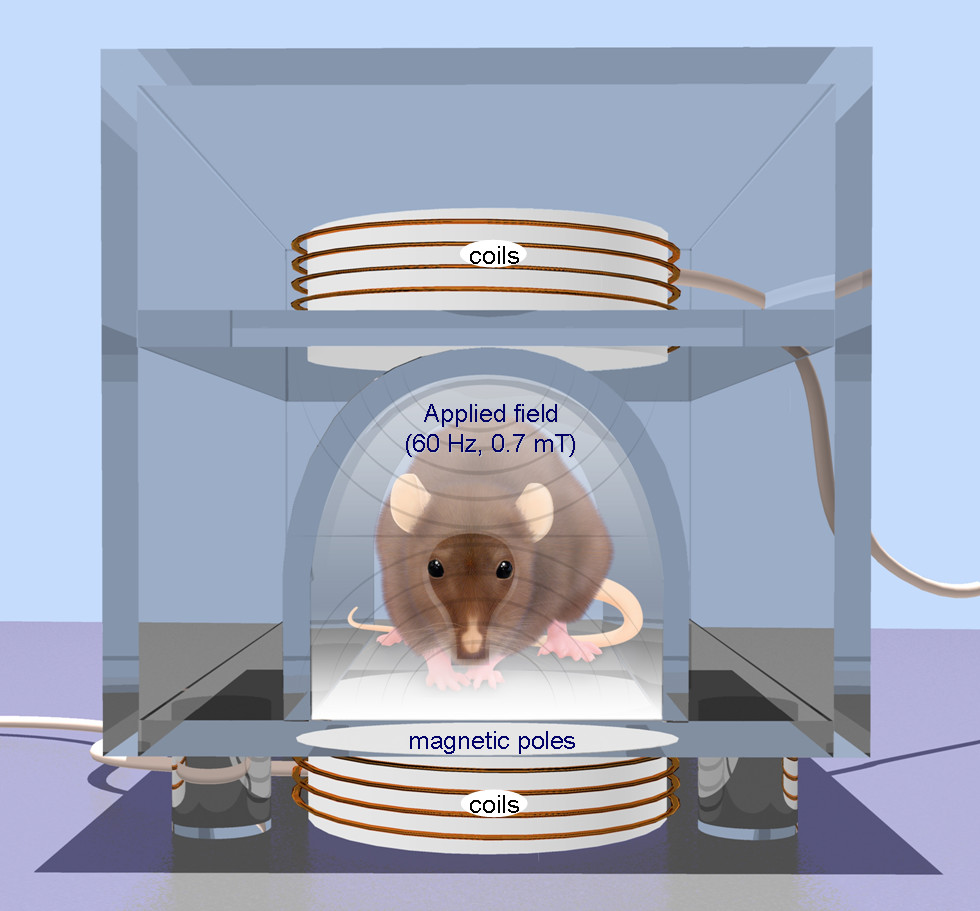
rTMS En un rosegador. D'Oscar Arias-Carrión, 2008

Els principals descobriments sobre neuroestimulació es van originar a partir de la idea d'estimular els nervis amb finalitats terapèutiques. El primer ús registrat de l'estimulació elèctrica per a l'alleujament del dolor es remunta a l'any 46 dC., quan Scribonius Largus utilitzà peixos torpede (una rajada elèctrica) per alleujar el mal de cap. A finals del segle xviii, Luigi Galvani va descobrir que els músculs de les potes de les granotes mortes es contreien quan se'ls aplicava un corrent continu com resposta de la porció de sistema nerviós remanent en el membre amputat. La modulació de l'activitat cerebral per estimulació elèctrica de l'escorça motora en gossos es va demostrar el 1870 donant com a resultat el moviment de les extremitats. Des de finals del segle xviii fins a l'actualitat s'han assolit moltes fites en aquest camp. Avui en dia, els dispositius protètics sensorials, com ara implants visuals, implants coclears, implants auditius "midbrain", estimuladors de la medul·la espinal i també dispositius protètics motors, com estimuladors cerebrals profunds, microstimuladors Bion, interfície de control cerebral i detecció i dispositius d'estimulació cardíaca són àmpliament utilitzats.
L'any 2013, la companyia farmacèutica britànica GlaxoSmithKline (GSK) va encunyar el terme "electroceutical" per incloure àmpliament els dispositius mèdics que utilitzen estimulació elèctrica, mecànica o lluminosa per afectar els impulsos elèctrics en els tipus de teixits rellevants. Es proposen implants neurals com els implants coclears per restaurar l'oïda, els implants retinians per restaurar la vista, els estimuladors de la medul·la espinal per alleujar el dolor o a nivell del cor, els marcapassos cardíacs i els desfibril·ladors implantables. GSK va formar un fons de risc i va dir que organitzaria una conferència el 2013 per establir un programa de recerca per al camp. Una revisió de 2016 de la recerca sobre les interaccions entre els sistemes nerviosos i immunològics en els trastorns autoimmunitaris i els anomenats "electroceuticals", referint-se als dispositius de neuroestimulació en desenvolupament per condicions com l'artritis.

## Estimulació de la medul·la espinal
L'estimulació de la medul·la espinal (SCS) és una teràpia eficaç per al tractament del dolor crònic i intractable, incloent la neuropatia diabètica, la síndrome de fallida del retorn, la síndrome del dolor regional complex, el dolor de les extremitats fantasmals, el dolor d'extremitats isquèmiques, la síndrome del dolor limbo-refractari, la neuràlgia postherpètica i l'episodi agut de l'herpes zòster. Una altra condició de dolor que és un candidat potencial per al tractament SCS és la malaltia de Charcot-Marie-Tooth (CMT), que està associada amb un dolor crònic d'extremitats de moderat a sever. La teràpia SCS consisteix en l'estimulació elèctrica de la medul·la espinal per al dolor de "màscara". La "Gate control theory" (teoria del control de porta) proposada el 1965 per Melzack i Wall va proporcionar una construcció teòrica per intentar proposar la SCS com un tractament clínic per al dolor crònic. Aquesta teoria postula que l'activació de fibres aferents primàries mielinitzades de gran diàmetre suprimeix la resposta de les neurones de la cua dorsal a l'entrada d'aferents primaris petits i no micel·lats.
Un sistema SCS senzill consta de tres parts diferents. En primer lloc, els micro-elèctrodes que s'implanten a l'espai epidural per poder proporcionar impulsos d'estimulació al teixit. En segon lloc, un generador d'impulsos elèctrics implantat a l'àrea abdominal inferior o regió glútea que es connecta als elèctrodes a través de cables i, en tercer lloc, un control remot per poder ajustar els paràmetres d'estímul, tals com l'amplada de l'impuls i l'impuls a la PG. S'han millorat tant els aspectes clínics de la SCS com la transició de la col·locació subdural dels contactes a la col·locació epidural, fet que redueix el risc i la morbiditat de la implantació SCS, i també aspectes tècnics de la SCS, com la millora de les vies percutànies i la plena implantació d'estimuladors de canals. Tanmateix, hi ha molts paràmetres que cal optimitzar, incloent-hi la quantitat de contactes implantats, la mida i l'espaiat dels contactes així com les fonts elèctriques per a l'estimulació. L'amplada de l'impuls d'estímul i la freqüència de l'impuls, són uns paràmetres importants que cal ajustar en la SCS, i que normalment són de 400 us i de 8 a 200 Hz, respectivament.

## Dispositius d'electroestimulació cardíaca

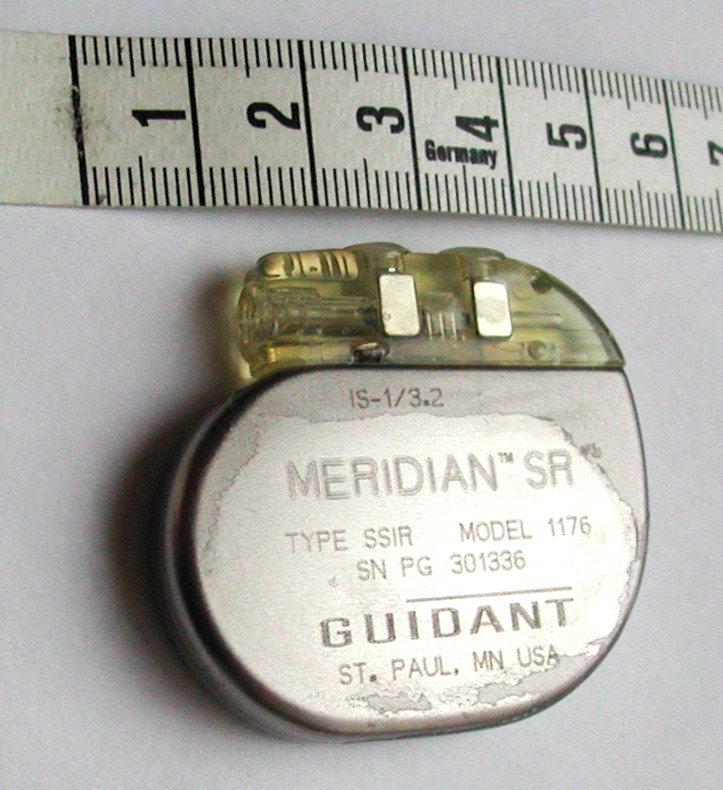
Marcapassos explantat un cop esgotat

Els marcapasos implantables van ser proposats per primera vegada el 1959 i es van tornar més sofisticats des de llavors.L'aplicació terapèutica dels marcapassos consisteix en nombrosos trastorns del ritme, incloent-hi algunes formes de taquicàrdia (ritme cardíac massa ràpid), insuficiència cardíaca i fins i tot vessament. Els marcapassos implantables inicials funcionaven poc temps i necessitaven una recàrrega periòdica mitjançant un enllaç inductiu. Aquests marcapassos implantables tenien un generador d'impulsos per estimular els músculs cardíacs amb un cert ritme, a part dels elèctrodes.
Avui en dia, els marcapassos moderns són programats no invasivament per sofisticades màquines computeritzades que utilitzen ones RF, obtenint informació sobre l'estat del pacient i el dispositiu mitjançant telemetria. També utilitzen una sola cèl·lula iodada de liti tancada hermèticament (I-Li) com a bateria. El circuit del marcapassos inclou amplificadors de sentit per detectar els senyals elèctrics intrínsecs del cor, que s'utilitzen per rastrejar l'activitat cardíaca, la taxa dels circuits adaptatius, que determinen la necessitat d'augmentar o reduir la velocitat del ritme, un microprocessador, memòria per emmagatzemar els paràmetres, control de telemetría per al protocol comunicació i fonts d'alimentació per proporcionar una tensió regulada.

## Implant coclear

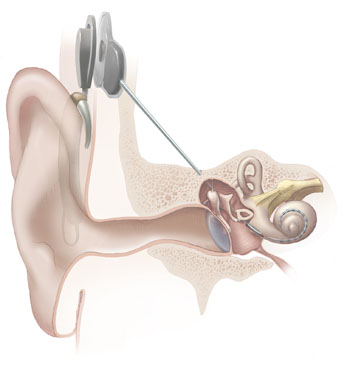
Implant coclear

Des del 2008, els implants coclears han proporcionat audició parcial a més de 120.000 persones a tot el món. Substitueixen els senyals elèctrics generats per les ones sonores que travessen l'orella externa fins a arribar al timpà, o membrana timpànica, el qual inicia la seva vibració i posa en moviment la cadena ossicular, formada per tres ossets: martell, enclusa i estrep. Aquests transfereixen l'energia fins a l'orella interna i els fluids continguts en aquesta orella interna entren en moviment provocant que les cèl·lules ciliades (de l'òrgan de Corti, és a dir, el “cargol”) transforma aquestes vibracions en impulsos elèctrics, que es transmetran per les fibres nervioses auditives al cervell. En alguns tipus de sordesa profunda, hi ha una destrucció de les cèl·lules ciliades. L'implant coclear pot substituir aquestes cèl·lules enviant senyals al cervell en el seu lloc.
L'estimulació elèctrica s'utilitza en un implant coclear per proporcionar una audició funcional en persones amb sordesa profunda. Els implants coclears inclouen diversos components del subsistema del processador de parla externa i la transmissió per radiofreqüència (RF) a les arrels del receptor intern, l'estimulador i l'elèctrode. La recerca moderna d'implants coclears va començar en els anys seixanta i setanta. El 1961 es va implantar un dispositiu d'un sol elèctrode en dos pacients sords aconseguint una audició efectiva per estimulació elèctrica. El primer dispositiu aprovat per la FDA va ser un dispositiu de canal únic que va ser llançat el 1984. En els implants coclears, el so es recull mitjançant un micròfon i es transmet al processador extern per convertir-los en dades digitals. Les dades digitalitzades es modulen després en un senyal de radiofreqüència i es transmeten a una antena dins del crani a través d'un parell de bobines acoblades a la unitat interna hermèticament tancada, aquesta, un cop demodulades les dades i mitjançant uns micro-elèctrodes, envia uns impulsos elèctrics a la còclea que estimulen el nervi auditiu.

## Altres aplicacions
- Marcapassos de la bufeta
- Marcapassos intestinal
- Estimulació profunda del cervell
- Tractament de l'epilèpsia
- Tractament del dolor
- Tractament de la migranya
- Tractament del tinnitus